# إيرل بريتون
إيرل بريتون (بالإنجليزية: Earl Britton) هو لاعب كرة قدم أمريكية أمريكي، ولد في 15 يوليو 1903 في إلجين في الولايات المتحدة، وتوفي في 24 أكتوبر 1973.

## وصلات خارجية
- إيرل بريتون على موقع مرجع كرة القدم المحترفة.كوم (الإنجليزية)